# Phymatostetha infuscata
Phymatostetha infuscata är en insektsart som beskrevs av Victor Lallemand 1951. Phymatostetha infuscata ingår i släktet Phymatostetha och familjen spottstritar. Inga underarter finns listade i Catalogue of Life.